# NGC 5511
NGC 5511 је спирална галаксија у сазвежђу Волар која се налази на NGC листи објеката дубоког неба.
Деклинација објекта је + 8° 37' 56" а ректасцензија 14h 13m 5,4s. Привидна величина (магнитуда) објекта NGC 5511 износи 14,5 а фотографска магнитуда 15,4. NGC 5511 је још познат и под ознакама NGC 5511B, MCG 2-36-50, CGCG 74-141, VV 299, 8ZW 381, PGC 50771.